# Megaphobema peterklaasi
Megaphobema peterklaasi is een spinnensoort in de taxonomische indeling van de vogelspinnen (Theraphosidae).
Het dier behoort tot het geslacht Megaphobema. De wetenschappelijke naam van de soort werd voor het eerst geldig gepubliceerd in 1994 door Joachim Schmidt.
De soort komt voor in Costa Rica.